# Гагемейстер (острів)

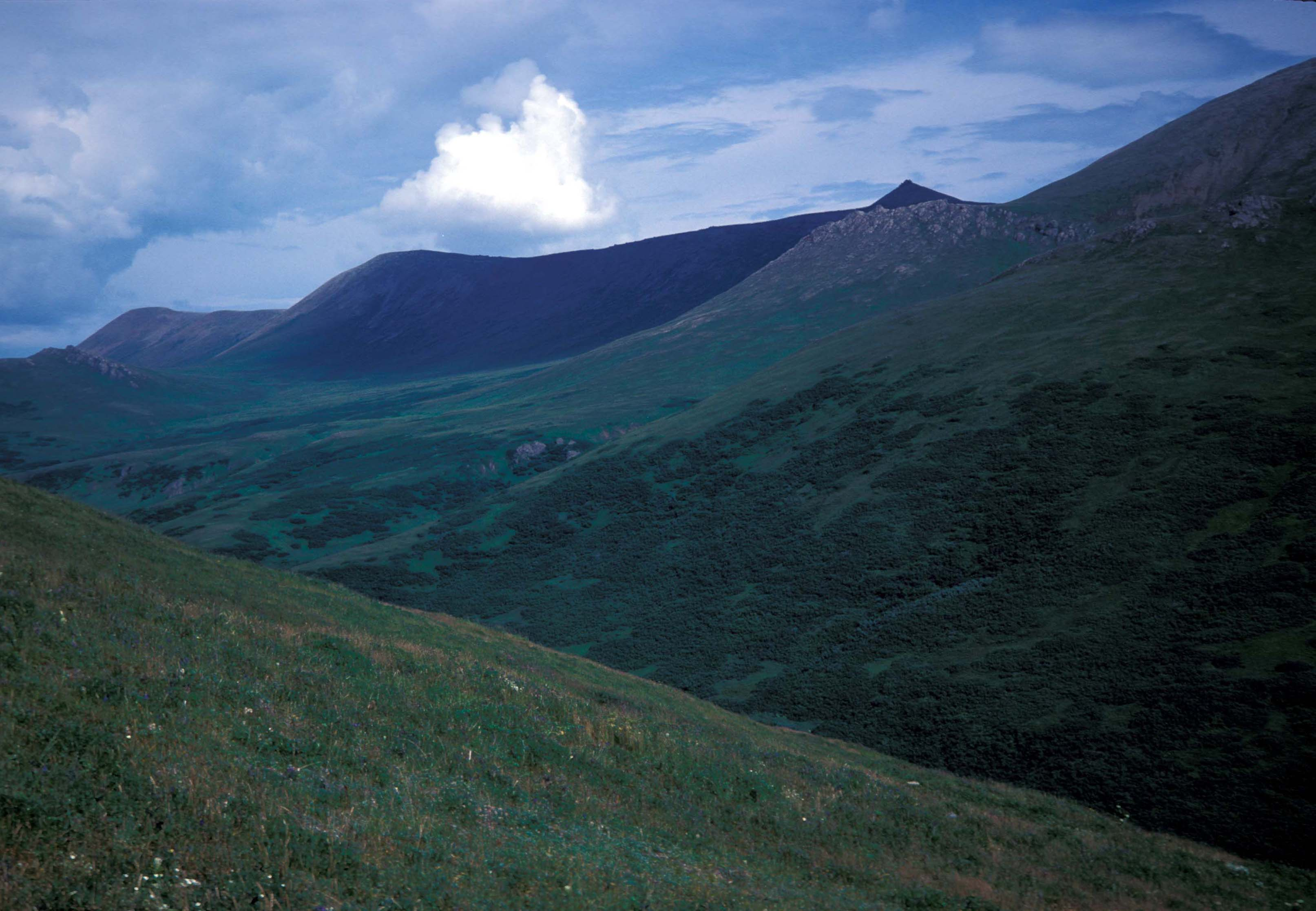
Південний край острова Гагемейстер

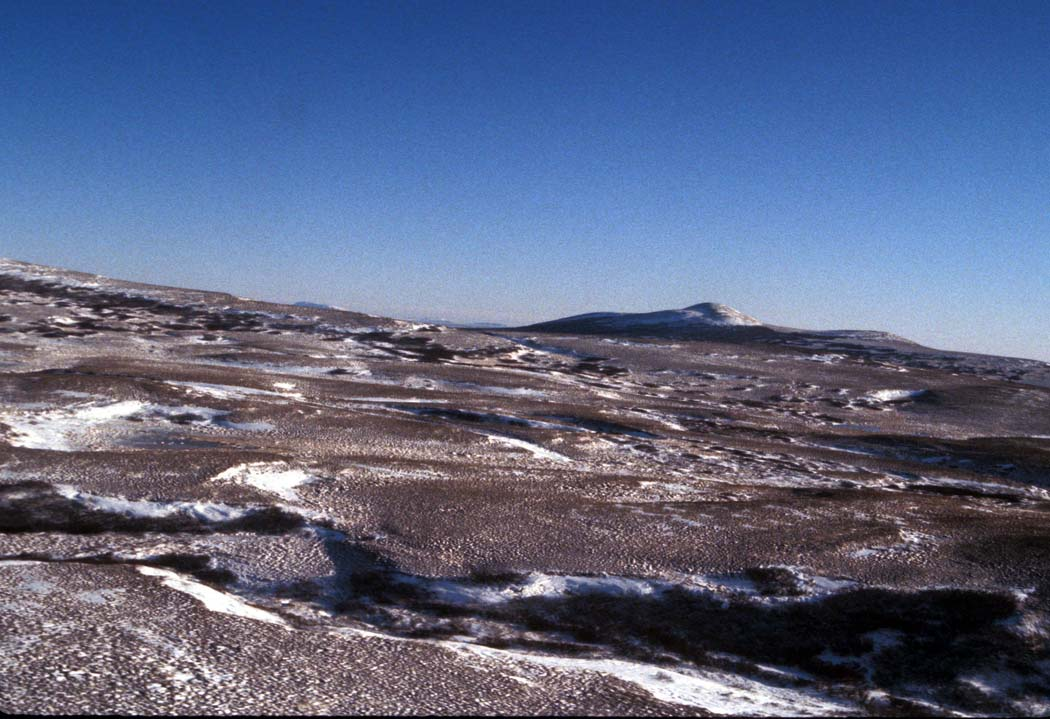
Інтер'єр острова Хагемейстер

Острів Гагемейстер (рос. Остров Гагемейстера) — незаселений острів в американському штаті Аляска, розташований на північному березі Бристольської затоки біля входу в затоку Тогіак.
Острів довжною 26 км має площу 300 км2, а його найвища точка сягає 184 м. За переписом 2000 року він не має постійного населення.
Острів отримав назву на честь російського капітана Леонтія Андріановича Гагемейстера (IRN), який командував трьома плаваннями до Російської Америки та навколо світу. На Нева в 1806—07, на Кутузові в 1816—19, в 1828—30 на Кроті. Назва опублікована як «Ostrov Gagemeister» поручиком Саричевим (1826, карта 3).
Острів є частиною Берингового моря Морського національного заповідника дикої природи Аляски .